# Мрежницькі Новаки
45°24′ пн. ш. 15°29′ сх. д. / 45.40° пн. ш. 15.48° сх. д.
Мрежницькі Новаки (хорв. Mrežnički Novaki) — населений пункт у Хорватії, у Карловацькій жупанії у складі міста Дуга Реса.

## Населення
Населення за даними перепису 2011 року становило 188 осіб.
Динаміка чисельності населення поселення: